# Kerkelijke tucht
De kerkelijke tucht (van het Duitse: ziehen, "trekken") is een systeem van kerkorde dat in verschillende protestantse Kerken wordt gehanteerd om kerkelijke en doctrinaire zuiverheid veilig te stellen. Kerkelijke tucht kan zowel leiding geven als bestraffen inhouden. In conservatieve calvinistische en mennonitische kerken wordt de tucht het meest strikt toegepast. Voorheen werd in calvinistische kerken ook wel van 'discipline' of 'censuur' gesproken.

## Nieuwe Testament
Hoewel het woord 'tucht' niet als zodanig voorkomt in het Nieuwe Testament, worden sommige passages geïnterpreteerd als instructie tot disciplinair optreden in de kerken. Vaak wordt verwezen naar de volgende passages:
- De woorden van Jezus: "En Ik zal u de sleutels van het Koninkrijk der hemelen geven; en wat u bindt op de aarde, zal in de hemelen gebonden zijn; en wat u ontbindt op de aarde, zal in de hemelen ontbonden zijn".[3] Hieruit wordt geconcludeerd dat de kerk de grote verantwoordelijkheid heeft om zuivere woorden en oordelen uit te spreken.[4]
- Paulus' oproep aan de christenen in Korinte om een man die een relatie had met zijn schoonmoeder te veroordelen en uit de gemeente te bannen.[5]
- De geschiedenis van Ananias en Saffira.[6]

## Reformatie
Maarten Luther stond op het standpunt dat de kerkelijke tucht gescheiden moest blijven van het straffend optreden van de overheid. Later moest Luther echter erkennen dat veel gemeenten voor de invoering van de kerkelijke tucht nog niet rijp waren en veel predikanten niet bekwaam waren.
Gereformeerden zijn van mening dat Jezus Christus als koning van de kerk zijn macht uitoefent van regering en tucht door middel van de ambten. Reformator Johannes Calvijn gaf drie doelen voor de kerkelijke tucht:
- De eer van God;
- Het heil van de gemeente;
- Het behoud van de zondaar.[8]

De tucht is daarmee geen strafmaatregel die zonder aanziens des persoons gehandhaafd moet worden. Tucht moet altijd het behoud van de zondaar op het oog hebben en gericht zijn op herstel.
In de tijd van de Reformatie werd de kerkelijke tucht vermeld in documenten die tot op de dag van vandaag belangrijk zijn voor calvinistische kerken. Zo wordt het belang van de kerkelijke tucht verwoord in de Nederlandse Geloofsbelijdenis. In artikel 29 staat namelijk beschreven dat in de ware kerk het Evangelie zuiver gepreekt wordt, de sacramenten zuiver bediend worden en de kerkelijke tucht gehanteerd wordt. Ook in de Heidelbergse Catechismus wordt gesproken over de kerkelijke tucht. Zo wordt bijvoorbeeld in vraag en antwoord 82 gesteld dat ongelovigen en goddelozen niet aan het sacrament van het Heilig Avondmaal toegelaten mogen worden.
Hoe de tucht over gemeenteleden en ambtsdragers moet geschieden is in 1618-1619 vastgesteld op de synode van Dordrecht in de Dordtse Kerkorde. In deze kerkorde wordt de kerkelijke tucht nadrukkelijk onderscheiden van de burgerlijke rechtspraak. De uitgangspunten van deze kerkorde en de daarin vastgestelde principes aangaande de tucht zijn tot op heden leidend in een aantal gereformeerde kerken in Nederland.

## Tucht over belijdende gemeenteleden
De tucht heeft in navolging van Mattheus 18:13 drie fasen. Men gaat alleen naar de volgende fase wanneer een goede reactie, bekering of verbetering van de levenswandel uitblijft.
1. Een vermaning onder vier ogen
2. Een vermaning met behulp van een betrouwbare getuige
3. De kerk(enraad) moet zich over de zondaar uitspreken.

Dit betekent dat het uitvoeren van de tucht niet primair bedoeld is als taak van de opzieners in de gemeente. Bij de eerste twee fasen hoeft de kerkenraad immers niet betrokken te zijn.
De censuur of tucht kent drie trappen:
1. gesprek
2. afhouding van het Heilig Avondmaal
3. afsnijding van de gemeente of ban

Deze trappen van censuur volgen elkaar op wanneer de kerkenraad ziet dat de overtreder zijn leven na herhaaldelijke waarschuwing niet betert. De censuur is voortgekomen uit het idee dat de kerkenraad verantwoordelijk is voor het zuiver houden van de gemeente zowel in leer als in leven.
Ook wanneer de harde maatregel van afsnijding of ban een feit is, blijft de weg terug (naar de kerk) altijd open. De tucht is immers gericht op bekering en herstel. Indien men op een later moment tot inkeer komt en zijn of haar zonde belijdt voor de kerkenraad kan men weer opgenomen worden in de gemeente. De Dordtse Kerkorde heeft hier een artikel aan gewijd. Daarnaast is er een liturgisch formulier (zoals die er ook is bij de heilige doop) waarmee iemand weer kan worden opgenomen in de gemeente.
Bij ultra-conservatieve mennonitische groepen als de amish geldt dat men alle contact met leden die door de ban getroffen zijn dient te mijden.

## Tucht over doopleden
De maatregelen die genomen kunnen worden tegen belijdende leden gaan niet vanzelfsprekend op voor doopleden. Zij zijn immers niet gerechtigd om deel te nemen aan het Heilig Avondmaal. De enige tuchtmaatregel die daardoor getroffen kunnen worden bij doopleden zijn de vermaning en de afsnijding van of uitschrijving uit de gemeente.

## Tucht over ambtsdragers
In calvinistische kerken draagt de tucht over ambtsdragers een eigen karakter en wordt daarom onderscheiden van de vermaning en tucht die gaat over de leden van de gemeente in het algemeen. Enerzijds mogen ambtsdragers niet boven gemeenteleden verheven worden en vrijgesteld van de tucht. Anderzijds moeten ambtsdragers beschermd worden tegen valse beschuldigingen. Tuchtmaatregelen hebben bij een ambtsdrager niet alleen consequenties voor de persoon zelf, maar ook voor zijn positie als ambtsdrager.
De Dordtse Kerkorde maakt een verschil tussen de ouderlingen en diakenen enerzijds en de predikanten anderzijds. De eersten kunnen uit hun ambt worden gezet door de kerkenraad van de (eigen) gemeente en de kerkenraad van de dichtstbijgelegen gemeente. Predikanten kunnen echter alleen geschorst worden door de kerkenraad van de (eigen) gemeente en de kerkenraad van de dichtstbijgelegen gemeente. Na de schorsing door twee kerkenraden moet de classisvergadering zich over de schorsing buigen en deze of stopzetten of omzetten in een afzetting. Dat laatste wil zeggen dat men zijn ambt verliest.
Dat de Dordtse Kerkorde een verschil voorschrijft tussen ouderlingen en diakenen en predikanten is volgens Klaas de Gier niet omdat predikanten een hogere rang hebben. Wel is er extra zorgvuldige maatregelen nodig en dus extern toezicht door een classis nodig. Dit is nodig omdat het afzetten van een predikant grote gevolgen heeft voor de gemeente, de predikant en zijn gezin. Een ouderling of diaken behoudt bij afzetting zijn maatschappelijke positie, een predikant verliest zijn bron van inkomsten.